# Otto Ammermann
Otto Ammermann, född den 7 september 1932 i Kleinensiel i Tyskland, är en västtysk ryttare.
Han tog OS-silver i lagtävlingen i fälttävlan i samband med de olympiska ridsporttävlingarna 1976 i Montréal.